# Unlimited Love
Unlimited Love é o décimo segundo álbum de estúdio da banda americana de rock Red Hot Chili Peppers, lançado em 1º de abril de 2022 pela Warner Records. Sua produção ficou a cargo de Rick Rubin, seu primeiro álbum com a banda desde I'm with You (2011). É também o primeiro álbum do grupo com o guitarrista John Frusciante desde Stadium Arcadium (2006); Frusciante deixou a banda pela segunda vez em 2009, mas retornou em 2019, substituindo Josh Klinghoffer, que apareceu nos dois álbuns anteriores do grupo, I'm with You (2011) e The Getaway (2016).
O álbum foi precedido pelo primeiro single "Black Summer" em fevereiro de 2022. Posteriormente, "Poster Child" e "Not the One" foram disponibilizados como singles promocionais. O segundo single, "These Are the Ways", foi lançado no final de março de 2022. A versão japonesa conta com uma faixa extra, intitulada "Nerve Flip", liberada ao público oficialmente em 3 de junho de 2022.

## Antecedentes

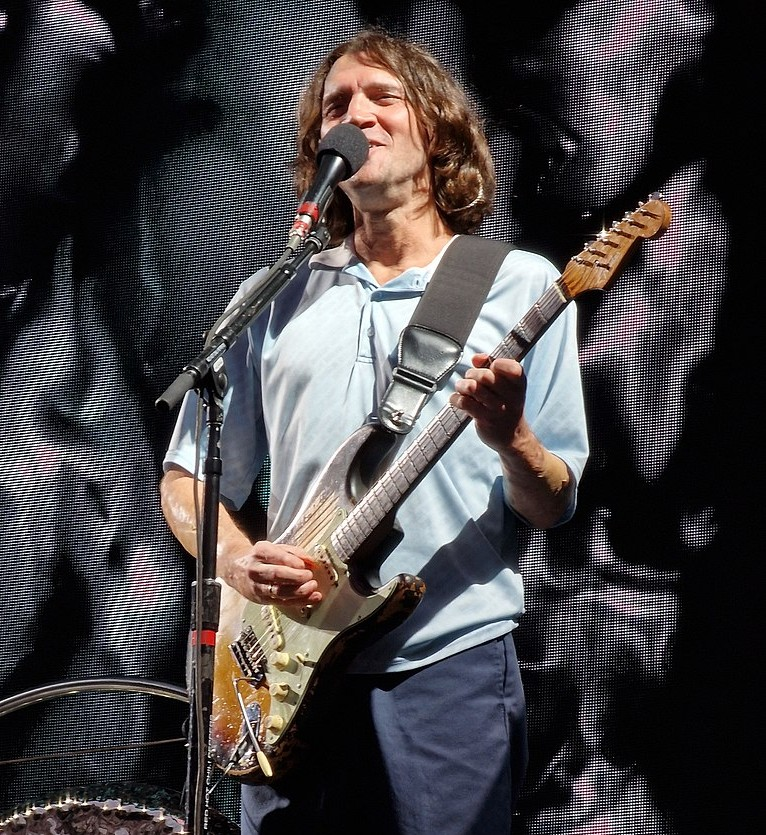
Unlimited Love marca o retorno do guitarrista John Frusciante à banda após 10 anos.

Após a turnê de seu álbum The Getaway (2016), Red Hot Chili Peppers começou a escrever seu próximo álbum com o guitarrista Josh Klinghoffer. No entanto, o cantor Anthony Kiedis e o baixista Flea estavam descontentes com o progresso deles. Eles se perguntaram se poderiam envolver o guitarrista John Frusciante, que deixou a banda em 2009 e passou a fazer música eletrônica. Frusciante disse: "Flea colocou a ideia [de voltar] na minha cabeça e eu estava sentado lá com a guitarra pensando que eu não tinha escrito nenhuma canção de rock há tanto tempo. Eu ainda poderia fazer isso?"
Em 15 de dezembro de 2019, a banda anunciou que, após 10 anos, haviam se separado de Klinghoffer e que Frusciante havia voltado. Em uma entrevista, Klinghoffer disse que não havia animosidade: "É absolutamente o lugar de John estar nessa banda [...] Estou feliz que ele esteja de volta com eles." Flea disse que se separar de Klinghoffer foi difícil, mas que "artisticamente, em termos de poder falar a mesma linguagem [musical], foi mais fácil trabalhar com John. Voltar para uma sala e começar a tocar e deixar a coisa se desenrolar [...] foi realmente emocionante."
Em 8 de fevereiro de 2020, Frusciante se apresentou com os Chili Peppers pela primeira vez em 13 anos, em um serviço memorial realizado pela Fundação Tony Hawk para o falecido produtor de cinema Andrew Burkle, filho do bilionário Ronald Burkle. Os shows estavam agendados para três festivais naquele mês de maio, mas foram cancelados devido à pandemia de COVID-19.

## Produção

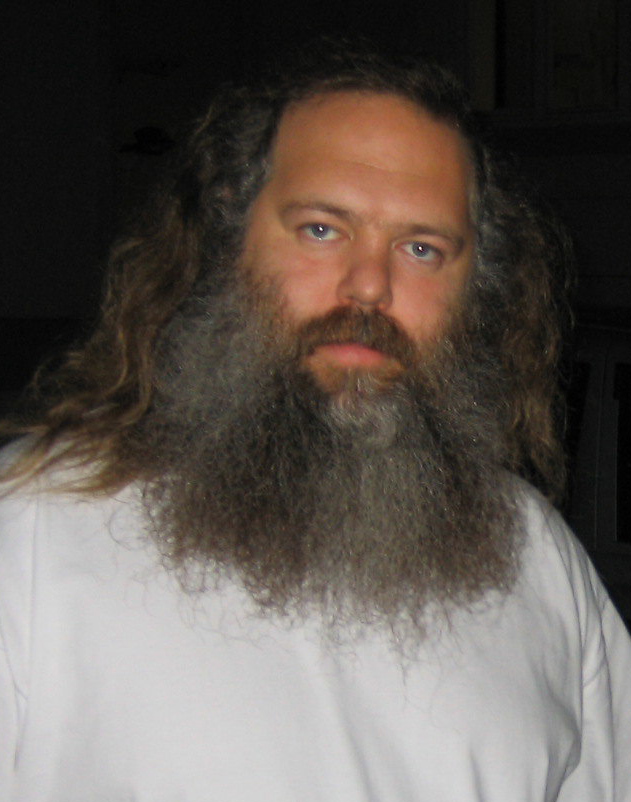
Rick Rubin em setembro de 2006.

Depois de ter trabalhado com Danger Mouse em The Getaway, a banda trouxe Rick Rubin de volta para o álbum; Rubin produziu seis álbuns do Red Hot Chili Peppers, começando com Blood Sugar Sex Magik (1991). Rubin disse que ver seu primeiro ensaio após o retorno de Frusciante o fez chorar, dizendo: "Foi tão emocionante ver aquele grupo de pessoas novamente porque eles fizeram uma música tão boa por tanto tempo e isso realmente me atingiu de uma maneira emocional".
Os ensaios foram interrompidos em 2020 devido à pandemia de COVID-19. Eles foram retomados em 2021 no estúdio Shangri-La de Rubin em Malibu, com cerca de 100 novas músicas para trabalhar. Kiedis e Frusciante disseram que gravaram quase 50 faixas e que havia planos provisórios para um sucessor de Unlimited Love, "com uma energia descontraída que é distinta da intensidade do disco que fizemos aqui". Red Hot Chili Peppers descreveram Unlimited Love como "o passeio que é a soma de nossas vidas". A NME disse que Unlimited Love compartilha "riffs melancólicos, refrões de hinos e melodias suavemente cantadas" do trabalho anterior de Frusciante com os Chili Peppers, mas introduziu novo "Grunge" e elementos acústicos.

## Lançamento
A banda anunciou Unlimited Love em 4 de fevereiro de 2022. O primeiro single, "Black Summer", foi lançado no mesmo dia, junto com um videoclipe dirigido por Deborah Chow. O single foi um dos assuntos mais comentados do Twitter na noite do seu lançamento e permaneceu por dias como um dos vídeos mais vistos na plataforma YouTube, obtendo 10 milhões de visualizações nas primeiras horas e, atualmente, acumulando 28 milhões de visualizações. O álbum foi lançado pela Warner Records em 1º de abril de 2022.

## Recepção da crítica
Unlimited Love recebeu avaliações positivas de críticos de música. No Metacritic, que atribui uma classificação normalizada de 100 a críticas de publicações tradicionais, o álbum recebeu uma pontuação média de 71 com base em 20 resenhas, indicando avaliações "geralmente favoráveis".
Brittany Spanos, da Rolling Stone, deu ao álbum quatro estrelas de cinco, observando que "mais do que tudo, este disco parece uma volta para casa. Há uma certa magia que acontece com esses quatro músicos, e a ausência de Frusciante sempre deixou uma peça do quebra-cabeça faltando". Ali Shutler, da NME, também concedeu quatro estrelas de cinco ao disco, afirmando que "há muito em 'Unlimited Love', tanto em escala quanto em ambição. É, ao mesmo tempo, familiar — sem ser chato — e fresco". A revisora Isabella Miller, da Clash, descreveu-o como uma "celebração de união, amizade e vida, tudo manifestado em 17 faixas". Em mais uma análise positiva, Paolo Ragusa, da Consequence, elogiou o lirismo de Kiedis e a musicalidade do grupo, afirmando que é "fascinante ouvir uma banda com quase quarenta anos de carreira tentando atingir seu público de uma maneira diferente". Duane James, da Wall of Sound, avaliou o álbum com uma nota 9/10, observando que "parece o trabalho mais orgânico que eles lançaram em mais de uma década e vale a pena ouvir na íntegra e repetidamente".
Mark Richardson, do The Wall Street Journal, disse que o álbum não possui energia e propósito, e que "apresenta seu som clássico, mas pouco de novo ou excitante". Ryan Leas, da Stereogum, observou que, além de alguns destaques, "o crime de Unlimited Love, com todo o seu peso na narrativa do RHCP e toda a emoção que alguns podem ter sentido, é que a maior parte do álbum é completamente esquecível". Sam Sodomsky, da Pitchfork, forneceu uma nota 6,2/10 ao disco, dizendo que a banda "[equilibrou] o risco da autoparódia com a necessidade de fazer jus à nostalgia das pessoas, sabendo que eles já escreveram canções pelas quais serão lembrados, mas ainda assim querendo manter o passeio".

## Lista de faixas
Todas as faixas escritas e compostas por Anthony Kiedis, Flea, John Frusciante e Chad Smith. 
| Lista de faixas de Unlimited Love |                               |         |  |
| N.º                               | Título                        | Duração |  |
| 1.                                | "Black Summer"                | 3:52    |  |
| 2.                                | "Here Ever After"             | 3:50    |  |
| 3.                                | "Aquatic Mouth Dance"         | 4:20    |  |
| 4.                                | "Not the One"                 | 4:26    |  |
| 5.                                | "Poster Child"                | 5:16    |  |
| 6.                                | "The Great Apes"              | 5:03    |  |
| 7.                                | "It's Only Natural"           | 5:43    |  |
| 8.                                | "She's a Lover"               | 3:41    |  |
| 9.                                | "These Are the Ways"          | 3:56    |  |
| 10.                               | "Whatchu Thinkin'"            | 3:40    |  |
| 11.                               | "Bastards of Light"           | 3:38    |  |
| 12.                               | "White Braids & Pillow Chair" | 3:40    |  |
| 13.                               | "One Way Traffic"             | 4:10    |  |
| 14.                               | "Veronica"                    | 4:28    |  |
| 15.                               | "Let 'Em Cry"                 | 4:23    |  |
| 16.                               | "The Heavy Wing"              | 5:31    |  |
| 17.                               | "Tangelo"                     | 3:27    |  |
| Duração total:                    | Duração total:                | 73:04   |  |

## Créditos e pessoal
Red Hot Chili Peppers
- Anthony Kiedis – vocais principais
- Flea – baixo, trompete, piano, vocais de apoio
- John Frusciante – guitarras, teclados, sintetizadores, mellotron, vocais de apoio, violão
- Chad Smith – bateria, percusão

Músicos adicionais
- Cory Henry - Orgão (faixas 5 e 15)
- Leny Castro - Percusão (faixa 5)
- Mauro Refosco - Percusão (faixas 3, 8,10, 11, e 13)

- Mathew Tollings – piano (faixa 1)
- AURA T-09 – vocais de apoio (faixa 4)

Produção
- Rick Rubin – produção
- Ryan Hewitt – mixagem
- Bennie Grudman – masterização
- Gage Freeman – coordenador de produção
- Chris Warren – técnico
- Lawrence Malchose – técnico de estúdio
- Charlie Bolois – técnico de estúdio
- Henry Trejo – técnico de estúdio

## Desempenho nas tabelas musicais
| Tabela musical (2022)                   | Melhor posição |
| --------------------------------------- | -------------- |
| Alemanha (Offizielle Deutsche Charts)   | 1              |
| Argentina (CAPIF)                       | 1              |
| Austrália (ARIA)                        | 1              |
| Áustria (Ö3 Austria Top 40)             | 1              |
| Bélgica (Ultratop Flandres)             | 2              |
| Bélgica (Ultratop Valônia)              | 2              |
| Canadá (Billboard)                      | 1              |
| República Tcheca (ČNS IFPI)             | 3              |
| Croácia (HDU)                           | 1              |
| Dinamarca (Hitlisten)                   | 4              |
| Escócia (Official Scottish Albums)      | 1              |
| Espanha (PROMUSICAE)                    | 2              |
| Estados Unidos (Billboard 200)          | 1              |
| Estados Unidos (Top Alternative Albums) | 1              |
| Estados Unidos (Top Rock Albums)        | 1              |
| Finlândia (Suomen virallinen lista)     | 3              |
| França (SNEP)                           | 1              |
| Irlanda (Official Irish Albums)         | 1              |
| Itália (FIMI)                           | 2              |
| Japão (Billboard Japan)                 | 7              |
| Japão (Oricon)                          | 9              |
| Lituânia (AGATA)                        | 7              |
| Noruega (VG-lista)                      | 9              |
| Nova Zelândia (RMNZ)                    | 1              |
| Países Baixos (Dutch Charts)            | 1              |
| Reino Unido (Official Albums Chart)     | 1              |
| Suécia (Sverigetopplistan)              | 2              |
| Suíça (Schweizer Hitparade)             | 1              |